# Überkritische Fluidchromatographie
Die überkritische oder auch superkritische Flüssigkeitschromatographie (Abk. SFC, englisch supercritical fluid chromatography) ist ein analytisches Nachweisverfahren der Chromatographie.
Bei der SFC werden mobile Phasen verwendet, die sich jenseits der stoffspezifischen kritischen Temperatur und des kritischen Druckes befinden. Viele physikalische Eigenschaften solcher Fluide liegen zwischen denen von Gasen und Flüssigkeiten. Besonders zu nennen sind dabei die Dichte, Viskosität und der Diffusionskoeffizient. So können mit der superkritischen Fluidchromatographie analytische Probleme behandelt werden, für die Gas- oder Flüssigchromatographie nicht mehr anwendbar sind.

## Physikalische Grundlagen
Das entscheidende Merkmal der SFC ist der Aggregatzustand der mobilen Phase. Der dafür eingesetzte Stoff befindet sich in einem überkritischen Zustand. Das ist, einfach ausgedrückt, ein Zustand zwischen Gas und Flüssigkeit. Dieser lässt sich so erklären, dass das überkritische Fluid sich bei einer so hohen Temperatur befindet, dass man es durch keinen noch so hohen Druck wieder in den rein flüssigen Aggregatzustand überführen kann. Man nennt die niedrigste dafür zutreffende Temperatur kritische Temperatur TC. Um jedoch den überkritischen Bereich genau abzugrenzen, muss man noch den kritischen Druck pC definieren. Ist dieser überschritten, lässt sich mit keiner noch so hohen Temperatur der rein gasförmige Zustand erreichen. Beide Größen sind stoffspezifische Konstanten. In der folgenden Tabelle sind einige Beispiele aufgeführt.
| Substanz                | kritische Temperatur | kritische Temperatur | kritischer Druck | kritischer Druck |
| ----------------------- | -------------------- | -------------------- | ---------------- | ---------------- |
|                         | °F                   | °C                   | lb/sq.in         | atm.             |
| Luft                    | −220                 | −140                 | 573              | 39               |
| Ethanol (C2H6O)         | 421                  | 216                  | 956              | 65               |
| Ammoniak (NH3)          | 266                  | 130                  | 1691             | 115              |
| Benzol (C6H6)           | 554                  | 292                  | 735              | 50               |
| Kohlenstoffdioxid (CO2) | 88,2                 | 31                   | 1132             | 77               |
| Kohlenstoffmonoxid (CO) | −222                 | −141                 | 528              | 35,9             |
| Diethylether (C4H10O)   | 381,2                | 194                  | 544              | 37               |
| Wasserstoff (H2)        | −402                 | −242                 | 294              | 20               |
| Stickstoff (N2)         | −236                 | −149                 | 514              | 35               |
| Sauerstoff (O2)         | −180                 | −118                 | 735              | 50               |
| Wasser (H2O)            | 706-716              | 375-380              | 3200             | 217,8            |

Nimmt man zum Beispiel eine chemische Verbindung wie Kohlendioxid und verändert in einem geschlossenen Gefäß Druck und Temperatur, so kann man die entsprechenden Aggregatzustände erreichen. Bewegt man sich (mit den Druck- und Temperaturwerten) an den Phasengrenzen entlang, existieren zwei Aggregatzustände, am so genannten Tripelpunkt gibt es sogar drei. Überschreitet man den kritischen Punkt cp, kommt man in den überkritischen Bereich.
Von diesem Zustand ausgehend kann man jetzt folgende Betrachtung anstellen: Verringert man isotherm den Druck, so wird das überkritische Fluid kontinuierlich in den gasförmigen Aggregatzustand überführt. Kühlt man isobar (bei gleichem Druck) ab, gelangt man in den flüssigen Bereich. Es erfolgt hierbei kein abrupter Übertritt einer Phasengrenze zwischen gasförmig und flüssig. Die Stoffeigenschaften werden kontinuierlich verändert.
Überkritische Fluide haben also Eigenschaften von Gasen und Flüssigkeiten. Sie lassen sich genau wie Gase komprimieren, so dass man über den Druck die Dichte einstellen kann. Die Dichte kann aber auch erhöht werden, indem bei konstantem Druck die Temperatur gesenkt wird.
Ebenso haben überkritische Fluide eine variable Löslichkeit, die kleiner, aber durchaus auch sehr viel größer als die von reinen Flüssigkeiten sein kann. Zum Beispiel sind Ammoniak und Wasser in diesem Zustand sogar in der Lage, Glas aufzulösen.
Am bedeutendsten für die chromatographische Trennung sind Diffusionskoeffizient, Viskosität und Dichte der mobilen Phase.
Der Diffusionskoeffizient hat Einfluss auf die Austauschkinetik der Probenkomponenten zwischen stationärer und mobiler Phase. Je größer, desto schneller stellt sich das Verteilungsgleichgewicht ein. Die Lösefähigkeit der mobilen Phase ist von der Dichte abhängig. Eine hohe Dichte lässt ein Auflösen der Analysenkomponenten zu. Man braucht also nicht wie in der Gaschromatographie (GC) die Probe zu verdampfen. Ist die Viskosität relativ groß, kommt es in langen Kapillarsäulen und gepackten Säulen zu hohem Druckabfall. Mit steigender Dichte ähnelt die Viskosität der überkritischen Fluide mehr der der Gase (ist also relativ klein).

## Mobile und stationäre Phase
Wie schon beschrieben ist bei der SFC die mobile Phase ein überkritisches Fluid. Für einen möglichst einfachen apparativen Umgang kommen dabei nur Verbindungen in Betracht, die relativ leicht in den superkritischen Zustand zu überführen sind. Kritischer Druck und kritische Temperatur dürfen demnach nicht zu hoch sein. Eine Auswahl solcher Substanzen ist in folgender Tabelle aufgeführt.
| mobile Phase          | TC (°C) | pC (MPa) | Dichte (g/cm³) |
| Kohlendioxid (CO2)    | 30,05   | 7,37     | 0,47           |
| Propan (C3H8)         | 96,8    | 4,26     | 0,23           |
| Pentan (C5H12)        | 196,5   | 4,22     | 0,24           |
| Trifluormethan (CHF3) | 23      | 4,81     | 0,52           |
| Xenon (Xe)            | 16,6    | 5,83     | 1,11           |
| Ammoniak (NH3)        | 132,4   | 11,27    | 0,24           |

Neben aliphatischen Kohlenwasserstoffen, wie Pentan, wird Kohlendioxid derzeit wohl am häufigsten verwendet, da es inert und ungiftig ist, eine gute Lösefähigkeit aufweist und sehr preiswert zu erhalten ist. Ein Nachteil ist die geringe Polarität. Deswegen müssen häufig weitere Komponenten der mobilen Phase zugesetzt werden. Solche Modifier sind bspw. Methanol, Aceton, Hexan und Methylenchlorid. Durch polare Lösungsmittel kann auch das Lösungsvermögen verbessert werden. Xenon und andere höhere Edelgase werden aus Kostengründen eher selten eingesetzt. Abgesehen von Ammoniak verwendet man auch keine hochpolaren Verbindungen, wie Halogenwasserstoffsäuren, Alkylbromide und höhere Stickoxide wegen ihrer physiologischen Eigenschaften, hoher Aggressivität und Instabilität.
Spezielle stationäre Phasen wurden für die SFC noch nicht entwickelt. Im Allgemeinen verwendet man die bekannten Materialien aus der Gaschromatographie und HPLC, beispielsweise unmodifizierte und chemisch modifizierte Kieselgele, wie sie in der RP-HPLC verwendet werden. Oder man nimmt Polymere wie Polysiloxane aus der GC zur Beschichtung von Trägerpartikeln und Kapillarsäulen. Dabei kann die stationäre Phase ein Feststoff oder eine Flüssigkeit in Form eines dünnen Films auf einem Trägermaterial sein.

## Apparativer Aufbau
Die Gerätetechnik wurde zum Großteil aus den Bereichen der Gaschromatographie und HPLC übernommen. Die Druckregelung und Förderung der mobilen Phase erfolgt in der Regel über Langhubkolbenpumpen. Das Einspritzsystem für die Proben ist wie bei der HPLC ein Mehrwegventil mit kleiner interner Probenschleife.

Man hat auch bei der SFC grundsätzlich die beiden Möglichkeiten der Kapillarsäule (Kapillar-SFC, cSFC) oder der gepackten Säule (pSFC). Wegen des größeren Druckabfalls sind die gepackten Säulen nur relativ kurz – 5 bis 25 cm. Bei Kapillarsäulen sind Längen von 5 bis 20 m üblich.
Wie bei der Gaschromatographie kann die Temperatur über einen Säulenofen geregelt werden.

Ein sehr wichtiges weiteres Bauteil in der SFC-Apparatur ist der Restriktor. Es handelt sich hierbei um ein Präzisionsventil oder eine Kapillare am Ende der Säule. Der Restriktor soll den erforderlichen Mindestdruck für den überkritischen Zustand bis zum Säulenende gewährleisten. Besonders wichtig ist die Restriktion bei Kapillarsäulen wegen der sehr kleinen Flussraten.
Die Detektion ist zum Teil abhängig von dem für die mobile Phase eingesetzten Stoff. Zum Beispiel eignet sich für reines Kohlendioxid der Flammenionisationsdetektor (FID) ganz gut. Wurde jedoch ein Modifier zugesetzt, ist der FID weniger brauchbar.
Meist werden in Verbindung mit Kapillarsäulen Detektoren aus GC verwendet, bei gepackten Säulen vorwiegend die aus der HPLC, beispielsweise der UV/VIS-Detektor.